# Rugby 7 masculino en los Juegos del Pacífico 2015
El Rugby 7 masculino en los Juegos del Pacífico 2015 se jugó del 8 al 10 de julio de 2015 en el Estadio Sir John Guise de Port Moresby y participaron 10 selecciones de Oceanía.
Fiyi venció en la final a Samoa para ganar la medalla de oro.

## Participantes
| - Fiyi - Guam - Nauru - Nueva Caledonia - Papúa Nueva Guinea | - Samoa - Islas Salomón - Tahití - Tonga - Vanuatu |

## Fase de grupos

### Grupo A
| Fiyi | 4 | 4 | 0 | 0 | 185 | 0   | + 185 | 12 |
| Papúa Nueva Guinea                                                                                          | 4 | 3 | 0 | 1 | 99  | 36  | + 63  | 10 |
| Islas Salomón                                                                                               | 4 | 2 | 0 | 2 | 40  | 93  | – 53  | 8  |
| Tahití | 4 | 1 | 0 | 3 | 41  | 86  | – 45  | 6  |
| Guam | 4 | 0 | 0 | 4 | 12  | 162 | – 150 | 4  |
| Los cuatro primeros lugares avanzan a los cuartos de final. El último lugar juega el partido del 9.º Lugar. |   |   |   |   |     |     |       |    |

| Equipo 1           | Resultado | Equipo 2           |
| ------------------ | --------- | ------------------ |
| Fiyi               | 17-0      | Papúa Nueva Guinea |
| Tahití             | 0-12      | Islas Salomón      |
| Guam               | 0-59      | Fiyi               |
| Papúa Nueva Guinea | 24-12     | Tahití             |
| Fiyi               | 59-0      | Islas Salomón      |
| Guam               | 0-53      | Papúa Nueva Guinea |
| Tahití             | 0-50      | Fiyi               |
| Islas Salomón      | 21-12     | Guam               |
| Papúa Nueva Guinea | 22-7      | Islas Salomón      |
| Guam               | 0-29      | Tahití             |

### Grupo B
| Samoa | 4 | 4 | 0 | 0 | 183 | 12  | + 171 | 12 |
| Tonga | 4 | 3 | 0 | 1 | 134 | 59  | + 75  | 10 |
| Nueva Caledonia                                                                                                 | 4 | 2 | 0 | 2 | 81  | 58  | + 23  | 8  |
| Vanuatu | 4 | 1 | 0 | 3 | 61  | 112 | – 51  | 6  |
| Nauru | 4 | 0 | 0 | 4 | 7   | 225 | – 218 | 4  |
| Los cuatro primeros lugares avanzan a los cuartos de final. El último lugar jugará el partido por el 9.º Lugar. |   |   |   |   |     |     |       |    |

| Equipo 1        | Resultado | Equipo 2        |
| --------------- | --------- | --------------- |
| Samoa           | 45-5      | Tonga           |
| Nueva Caledonia | 17-7      | Vanuatu         |
| Nauru           | 0-69      | Samoa           |
| Tonga           | 27-7      | Nueva Caledonia |
| Vanuatu         | 0-45      | Samoa           |
| Nauru           | 0-59      | Tonga           |
| Nueva Caledonia | 7-24      | Samoa           |
| Vanuatu         | 47-7      | Nauru           |
| Tonga           | 43-7      | Vanuatu         |
| Nauru           | 0-50      | Nueva Caledonia |

## Fase final

### Cuartos de final
| Equipo 1        | Resultado | Equipo 2           |
| --------------- | --------- | ------------------ |
| Fiyi            | 54-5      | Vanuatu            |
| Nueva Caledonia | 0-17      | Papúa Nueva Guinea |
| Tonga           | 19-12     | Islas Salomón      |
| Tahití          | 0-48      | Samoa              |

### 5.º - 8.º Lugar
| Equipo 1        | Resultado | Equipo 2      |
| --------------- | --------- | ------------- |
| Nueva Caledonia | 21-5      | Vanuatu       |
| Tahití          | 14-15     | Islas Salomón |

### Semifinales
| Equipo 1 | Resultado | Equipo 2           |
| -------- | --------- | ------------------ |
| Fiyi     | 24-5      | Papúa Nueva Guinea |
| Samoa    | 35-5      | Tonga              |

### 9.º Lugar
| Equipo 1 | Resultado | Equipo 2 |
| -------- | --------- | -------- |
| Nauru    | 0-31      | Guam     |

### 7.º Lugar
| Equipo 1 | Resultado | Equipo 2 |
| -------- | --------- | -------- |
| Vanuatu  | 10-21     | Tahití   |

### 5.º Lugar
| Equipo 1      | Resultado | Equipo 2        |
| ------------- | --------- | --------------- |
| Islas Salomón | 0-24      | Nueva Caledonia |

### Medalla de Bronce
| Equipo 1 | Resultado | Equipo 2           |
| -------- | --------- | ------------------ |
| Tonga    | 19-12     | Papúa Nueva Guinea |

### Medalla de Oro
| Equipo 1 | Resultado | Equipo 2 |
| -------- | --------- | -------- |
| Fiyi     | 33-7      | Samoa    |